# Почетни граждани на Ловеч

## Почетен гражданин на Ловеч

### Учредяване на званието
Званието „Почетен гражданин на Ловеч“ е учредено през 1902 г. от кмета Васил Мичов и Общинския съвет.
С него градската управа и ловешката общественост дават израз на своята признателност, почит и уважение към хора, свързани с историческото, стопанското, научното, културното и социалното развитие на Ловеч. За почетни граждани се провъзгласяват от Общинския съвет личности с постижения в своите професии, с национален, европейски и световен принос.
През 1986 г. Изпълнителният комитет на Общинския народен съвет приема Правилник за удостояване със званието почетен гражданин на Ловеч и статута на почетния знак на Ловеч. Удостоените със званието получават почетния знак на Ловеч и се вписват в почетната книга. През 1999 г. е приета от Общинския съвет Наредба за символиката на Ловеч', а през 2005 г. – Наредба за символите, почетните знаци, отличията и почетните знаци.
Със званието почетен гражданин на Ловеч се удостояват:
- държавни, обществени, стопански, научни, културни и спортни дейци, свързали своята дейност с Ловеч и с утвърждаване престижа на града пред национални и международни институции и по повод на техни кръгли годишнини;
- чуждестранни граждани със значителен принос за развитието на Ловеч и България;
- български и чуждестранни граждани, носители на високи държавни и международни отличия;
- граждани, проявили изключителен героизъм в екстремални или аварийни ситуации;
- дарители, чиито дарения са с непреходна стойност за града и общината.

Званието се обявява след решение на Общинския съвет взето с мнозинство от 2/3 на тържествена сесия веднъж годишно на 11 май – Деня на Ловеч. Удостоените получават удостоверения по специален образец, символичния ключ на града, статуетката „Ловешка крепост“, почетната значка на града, като се вписват в почетната книга.

### Удостояване със званието
От 1902 г. Общинският съвет е провъзгласил 49 души за почетен гражданин на Ловеч. Първият от тях е Екзарх Йосиф I. С неговото удостояване са заложени много високи критерии за преценка на личността и нейните заслуги, които се спазват и до днес.
Званието „почетен гражданин на Ловеч“ съществува през 3 различни исторически епохи. Независимо от това обстоятелство различните поколения ловешки граждани имат общност на ценностите, която превръща удостояването в традиция.
Според приноса им в общественото развитие почетните граждани са:
- За участие в Руско-турската война (1877 – 1878) и Освобождението на Ловеч от османско владичество на 5 юли и 22 август 1877 г. – 6 души.
- За принос в развитието на българската култура – 11 души.
- За принос в развитието на световната космическа наука – 4 души.
- За принос в развитието на българската наука, здравеопазване и образование – 14 души.
- За принос в стопанското развитие на града, дарителска и благотворителна дейност – 10 души.
- За принос в развитието на българския спорт – 4 души.
- За спасяване на човешки живот в екстремална ситуация – 1 човек
- За други заслуги – 5 души.

По националност са: българи – 36, руснаци – 9, германци – 3, унгарци – 1. По пол са: мъже – 48, жени – 1. По образование са: с висше – 46, със средно – 3 души.

### Списък на почетните граждани
- екзарх Йосиф I – 20 април 1902 г.
- Феликс Каниц – 18 юли 1902 г.
- генерал от пехотата Алексей Куропаткин – 16 септември 1902 г.
- доктор Васил Караконовски – 4 януари 1903 г.
- полковник Михаил Гембицки – 4 януари 1903 г.
- Рачо Димчев – 19 януари 1904 г.
- генерал от пехотата Иван Тутолмин – 31 август 1907 г.
- генерал от пехотата Пьотр Паренсов – 31 август 1907 г.
- подполковник Иван Абаджиев-22 юни 1923 г.
- полковник Сергей Касаткин – сведение от 28 ноември 1936 г.
- академик Анастас Иширков – 15 януари 1934 г.
- инженер Трифон Трифонов-23 март 1936 г.
- академик Стефан Ватев – 26 ноември 1936 г.
- Иван Мартинов – 24 април 1972 г.
- Димитър Петков – 26 април 1979 г.
- генерал-лейтенант Георги Иванов – 29 април 1979 г.
- инженер Николай Рукавишников – 29 април 1979 г.
- инженер Алексей Елисеев – 29 април 1979 г.
- Борис Луканов – 27 януари 1983 г.
- Дочо Шипков – 28 април 1983 г.
- Братан Ценов – 29 септември 1983 г.
- архитект Борис Маркус – 6 септември 1984 г.
- Людмила Савелиева – 26 октомври 1984 г.
- Данаил Василев – 3 октомври 1986 г.
- Петър Хубчев – 14 юли 1994 г.
- Петер Найгефинт – 11 май 1999 г.
- академик Димитър Мишев – 11 май 1999 г.
- професор Иван Лалов – 11 май 1999 г.
- Панайот Пипков (посмъртно) – 3 май 2001 г.
- Любомир Пипков (посмъртно) – 3 май 2001 г.
- Панталей Димитров – 19 септември 2002 г.
- професор Теофан Сокеров – 24 април 2003 г.
- Стефан Станев – 29 ноември 2004 г.
- Манфред Ото Руге – 27 април 2006 г.
- Георги Мишев – 27 април 2006 г.
- Гриша Ганчев – 27 април 2006 г.
- академик Стойчо Панчев – 29 април 2009 г.
- доктор Георги Кънчев – 28 април 2011 г.
- Христо Кънчев – 13 септември 2011 г.
- Патриарх Максим – 24 април 2012 г.
- инженер Николай Кълбов – 23 април 2013 г.
- професор Параскев Стоянов (посмъртно) – 25 април 2014 г.
- Андреас Браузевайн – 25 април 2014 г.
- митрополит Гавриил – 26 март 2015 г.
- доктор Никола Владов – 29 март 2017 г.
- професор Беньо Цонев (посмъртно) – 15 февруари 2018 г.
- Константин Илиев – 15 февруари 2018 г.
- архитект Петко Еврев – 26 април 2018 г.
- Еленко Начев (посмъртно)– 11 май 2023 г.